# Productions Bryna
Bryna Productions était une société de production cinématographique créée par Kirk Douglas en 1955, inspirée par le succès de Burt Lancaster qui s'était lancé également dans la production.
Nommée en l'honneur de la mère de Kirk Douglas, Bryna Demsky (Bryna Danielovitch), la société produit 20 films entre 1955 et 1986 et 6 autres par Joel Productions, une filiale de Bryna, nommée en l'honneur de son deuxième fils, Joel Douglas.
Douglas créé la société en 1950 et commence à prendre des options sur des productions telles que La Cible parfaite (The Fearmakers) et The Shadow.
En mars 1952, Douglas déclare qu'il veut que Bryna fasse trois films par an.
En janvier 1955, Douglas active officiellement Bryna en tant que société de production en signant un contrat pour six films avec United Artists. Douglas accepte de jouer dans certains des films, mais pas tous. Les deux premiers devaient être Les Vikings réalisé par Richard Fleischer et un biopic de Van Gogh. Douglas finit par jouer Van Gogh dans un film de la MGM, La Vie passionnée de Vincent van Gogh (Lust for Life), et le premier film de Bryna pour United Artists sera finalement La Rivière de nos amours (The Indian Fighter).
La société produit ensuite Lizzie, distribué par MGM et Spring Reunion pour UA. Aucun des deux ne met en vedette Kirk Douglas, à la différence des Sentiers de la Gloire (Paths of Glory) pour UA.
En mai 1958, Bryna signe un contrat de deux films avec Universal, pour réaliser Spartacus et Viva Gringo. Seul le premier film est réalisé, mais Bryna tourne également The Hot Eye of Heaven pour Universal, qui est devenu El Perdido (The Last Sunset).
En novembre 1958, Douglas annonce que Bryna va réaliser onze films pour 25 millions de dollars, dont And the Rock Cried Out, The Indian Wars, Spartacus, The Sun at Midnight, The Shadow, A Most Contagious Game, Viva Gringo, The Silent One, The Brave Cowboy, Michel Strogoff et Simon Bolivar. La plupart de ces films ne verront pas le jour.
Bryna and Joel Productions montent la production théâtrale de Vol au-dessus d'un nid de coucou (One Flew Over the Cuckoo's Nest).

## Films produits
- La Rivière de nos amours (The Indian Fighter) (1955)
- Spring Reunion (1957)
- Lizzie (1957)
- The Careless Years (1957)
- Les Sentiers de la gloire (Paths of Glory) (1957)
- L'or des Cheyennes (Ride Out for Revenge) (1957)
- Les Vikings (The Vikings) (1958)
- Le Dernier Train de Gun Hill (Last Train from Gun Hill) (1959)
- Au fil de l'épée (The Devil's Disciple) (1959)
- Tales of the Vikings (1959) (série TV)
- Liaisons secrètes (Strangers When We Meet)(1960)
- Spartacus (1960)
- El Perdido (The Last Sunset) (1961)
- Seuls sont les indomptés (Lonely Are the Brave) (1962)
- Le Dernier de la liste (The List of Adrian Messenger)(1963)
- Sept jours en mai (Seven Days in May) (1964)
- L'Opération diabolique (Seconds) (1966)
- L'Ombre d'un géant (Cast a Giant Shadow) (1966)
- Les Doigts croisés (To Catch a Spy) (1971)
- Dialogue de feu (A Gunfight) (1971)
- Summertree (1971)
- Le Trésor de Box Canyon (Scalawag) (1973)
- La Brigade du Texas (Posse) (1975)
- Nimitz, retour vers l'enfer (The Final Countdown) (1980)
- La Foire des ténèbres (Something Wicked This Way Comes) (1983)
- Meurtre au crépuscule  (Amos) (1985) (TV)
- Coup double (Tough Guys) (1986)